# Baudó
El baudó emberà també conegut com baudó és una fracció de l'emberà, una de les llengües chocó parlada al departament de Chocó, a la conca del riu Baudó i rius costaners del Pacífic entre el Cap Corrientes cap al nord (Colòmbia). És parcialment intel·ligible tant amb l'emberà septentrional com l'eperara, i no és clar a quina branca d'emberà pertany.